# The Qube
The Qube (hasta 2011 conocido como Chase Tower) es un edificio de oficinas de gran altura y sede de Quicken Loans en el Distrito Financiero de Detroit, Míchigan. Se encuentra en el 611 Woodward Avenue, junto al Campus Martius Park. Fue construido en 1959 en estilo arquitectónico moderno. Tiene 14 pisos y utiliza una gran cantidad de mármol para coordinar con los edificios en el cercano Centro Cívico. Fue diseñado por Albert Kahn Associates, el estudio de arquitectura de Albert Kahn. En 2011 fue remodelado.

## Historia
The Qube se encuentra en el sitio del Hammond Building, el primer rascacielos de Detroit, y de su vecino el Union Trust Company Building.
La planta baja es un enorme salón bancario revestido con vidrio de 1.5 pisos. Fue conocido como 'Chase Tower' de 2006 a 2011 para reflejar la compra de Bank One por parte de Chase Bank. En marzo de 2007, el Grupo Sterling compró la torre a JP Morgan Chase. La ocupación era aproximadamente del 50 por ciento al momento de la venta. 
Ha tenido 3 nombres oficiales ahora, para cada uno de los 3 bancos sucesivos que lo han poseído: National Bank of Detroit (NBD), sucedido por Bank One, y finalmente Chase. Ha recibido varios nombres en el pasado, en particular: Bank One Center, National Bank of Detroit Building, Bank One Building y Chase Tower.
En abril de 2011, Quicken Loans lo compró, lo renombró The Qube y reubicó a 4.000 de los empleados de la compañía en las instalaciones. La compañía planea llenar el espacio restante con tiendas.
En agosto de 2014, la oficina de Detroit de WXYZ-TV, afiliada a ABC con sede en Southfield, se mudó a The Qube después de pasar varias décadas frente a la sede del Departamento de Policía de Detroit; su nueva ubicación ahora incluye estudio satelital e instalaciones de redacción.

## Entorno

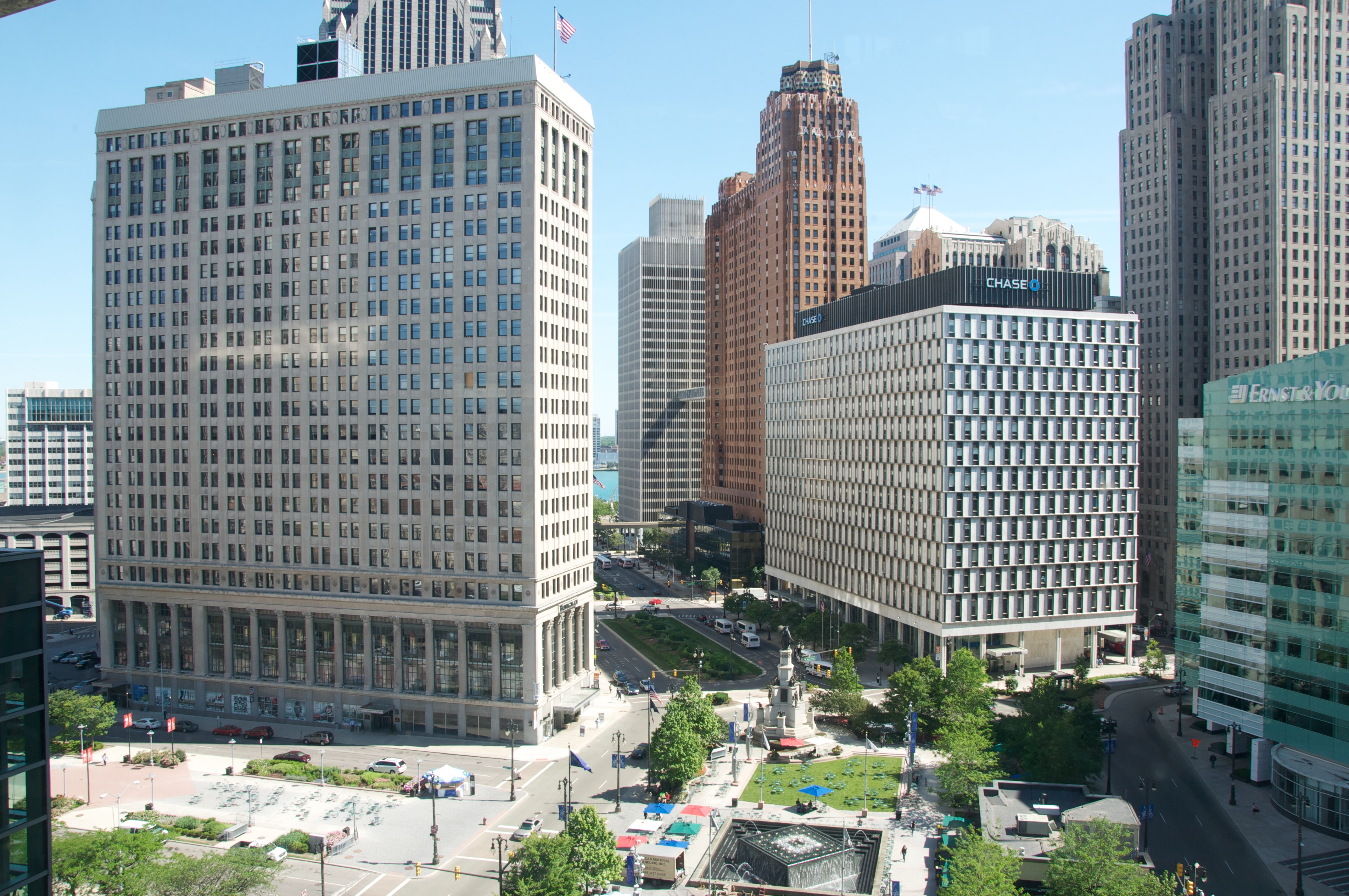
Detroit, Míchigan.

The Qube está ubicado en pleno Downtown, en un bloque que bordea Campus Martius Park y que está rodeado por importantes avenidas y rascacielos históricos. Limita con la Woodward Avenue hacia el este, con el First National Building cruzando la calle. Por el norte está la West Fort Street, con la Cadillac Square y el edificio 1001 Woodward al otro lado de esa avenida. 
Por el oeste de The Qube pasa la Griswold Street, con el Penobscot y el Chrysler House al otro lado de la calle. West Congress Street pasa por el sur, con el Guardian al otro lado de la calle. En diagonal hacia el sur están el One Detroit Center, y el Buhl Building se encuentra al otro lado de la calle Griswold, al oeste. 
The Qube tiene una forma y tamaño similares a los del Comerica Bank Center (1971), propiedad del competidor Comerica.